# Sukadaya (Cikulur)
Sukadaya is een bestuurslaag in het regentschap Lebak van de provincie Banten, Indonesië. Sukadaya telt 3634 inwoners (volkstelling 2010).